# Chupa (Einheit)
Chupa war ein kleines Volumenmaß auf den Philippinen.
- 1 Chupa = 4 Apatanes = 0,375 Liter
- 8 Chupas = 1 Ganton/Ganta = 3 Liter
- 1 Cavan = 25 Ganton = 75 Liter

Die Maßkette mit besonderer Volumeneinheit beim Handel mit Reis war:
- 1 Caban/Kaban/Cavan/Coyang = 25 Gantons = 200 Chupas = 800 Apatanes = 98,28 Liter